# Reynolds (Geórgia)
Reynolds é uma cidade  localizada no estado americano de Geórgia, no Condado de Taylor.

## Demografia
Segundo o censo americano de 2000, a sua população era de 1036 habitantes.
Em 2006, foi estimada uma população de 1016, um decréscimo de 20 (-1.9%).

## Geografia
De acordo com o United States Census Bureau tem uma área de
3,4 km², dos quais 3,4 km² cobertos por terra e 0,0 km² cobertos por água. Reynolds localiza-se a aproximadamente 134 m acima do nível do mar.

## Localidades na vizinhança
O diagrama seguinte representa as localidades num raio de 24 km ao redor de Reynolds.